# Bakbergtjärnen
Bakbergtjärnen är en sjö i Kalix kommun i Norrbotten och ingår i Sangisälvens huvudavrinningsområde. Sjöns area är 0,014 kvadratkilometer och den är belägen 98 meter över havet.